# Pettstadt (Kirchlauter)
Pettstadt ist ein Gemeindeteil der Gemeinde Kirchlauter im unterfränkischen Landkreis Haßberge in Bayern.

## Geographie
Das Dorf liegt im südlichen Teil des Naturparks Haßberge an der Lauter. Die Staatsstraße 2281 von Köslau nach Lauter führt durch den Ort.

## Geschichte
Der Ortsname geht eventuell auf den Personennamen „Betto“ oder auf eine Stätte oder einen Ort zurück, der Bete oder Steuer einbrachte.
In dem Urbar der Bamberger Benediktinerabtei Kloster Michelsberg aus der Mitte des 12. Jahrhunderts wurden acht Güter in „Bettstadt“ aufgeführt. Weil gleich danach auch Besitzungen in Kirchlauter genannt werden, dürfte es sich wohl nicht um den gleichnamigen Ort bei Bamberg handeln.
Eine urkundliche Nennung war 1232 in der Teilungsurkunde des Würzburger Bischofs Hermann, in der Ebern von der Pfarrei Pfarrweisach getrennt wurde und unter anderem „betelstat“ zur Pfarrei Ebern kam. Im 14. und 15. Jahrhundert waren verschiedene Ritterschaften Lehensherren im Ort. 1345 erhielt Apel Fuchs von Haßfurt den halben Zehnt zu Petzstat. 1433 hatten die von Rotenhan Zinspflichtige in „beczstatt.“ 1503 stellte der Würzburger Bischof Lorenz einen Lehnsbrief für die von Guttenberg unter anderem über das Dorf „Bettstatt“ aus. In den folgenden Jahrhunderten gehörte der Ort zum Besitz derer von Guttenberg. 1596 hatte das Dorf 16 Herdstellen. Die Einwohner gehörten zur Pfarrei Kirchlauter, nach der Reformation teilweise zur evangelischen Pfarrei Dörflis. Nach 1809 kam Pettstadt zum Landgericht Gleusdorf.
1862 wurde die Ruralgemeinde Pettstadt in das neu geschaffene bayerische Bezirksamt Ebern eingegliedert. Das Dorf Pettstadt zählte im Jahr 1871 20 Wohngebäude und 94 Einwohner, von denen 46 Katholiken und 48 Protestanten waren. 1900 hatte die 354,05 Hektar große Gemeinde 99 Einwohner und 18 Wohngebäude. Die katholischen Einwohner gehörten zur 2,0 Kilometer entfernten Pfarrei Kirchlauter, wo sich auch die katholische Bekenntnisschule befand. Die evangelischen Einwohner gehörten zur Pfarrei im 5,5 Kilometer entfernten Jesserndorf. 1925 lebten in Pettstadt 99 Personen, davon 56 Katholiken und 43 Protestanten, in 16 Wohngebäuden. 1950 hatte das Dorf 115 Einwohner und 16 Wohngebäude. 1970 waren es 82 und 1987 80 Einwohner sowie 17 Wohngebäude mit 21 Wohnungen.
Pettstadt gehört seit dem 1. April 1971 zur Gemeinde Kirchlauter. Im Jahr 2001 wurde das Dorf beim Wettbewerb „Unser Dorf soll schöner werden - Unser Dorf hat Zukunft“ im bayerischen Landesentscheid mit einer Bronzemedaille ausgezeichnet.

## Baudenkmäler

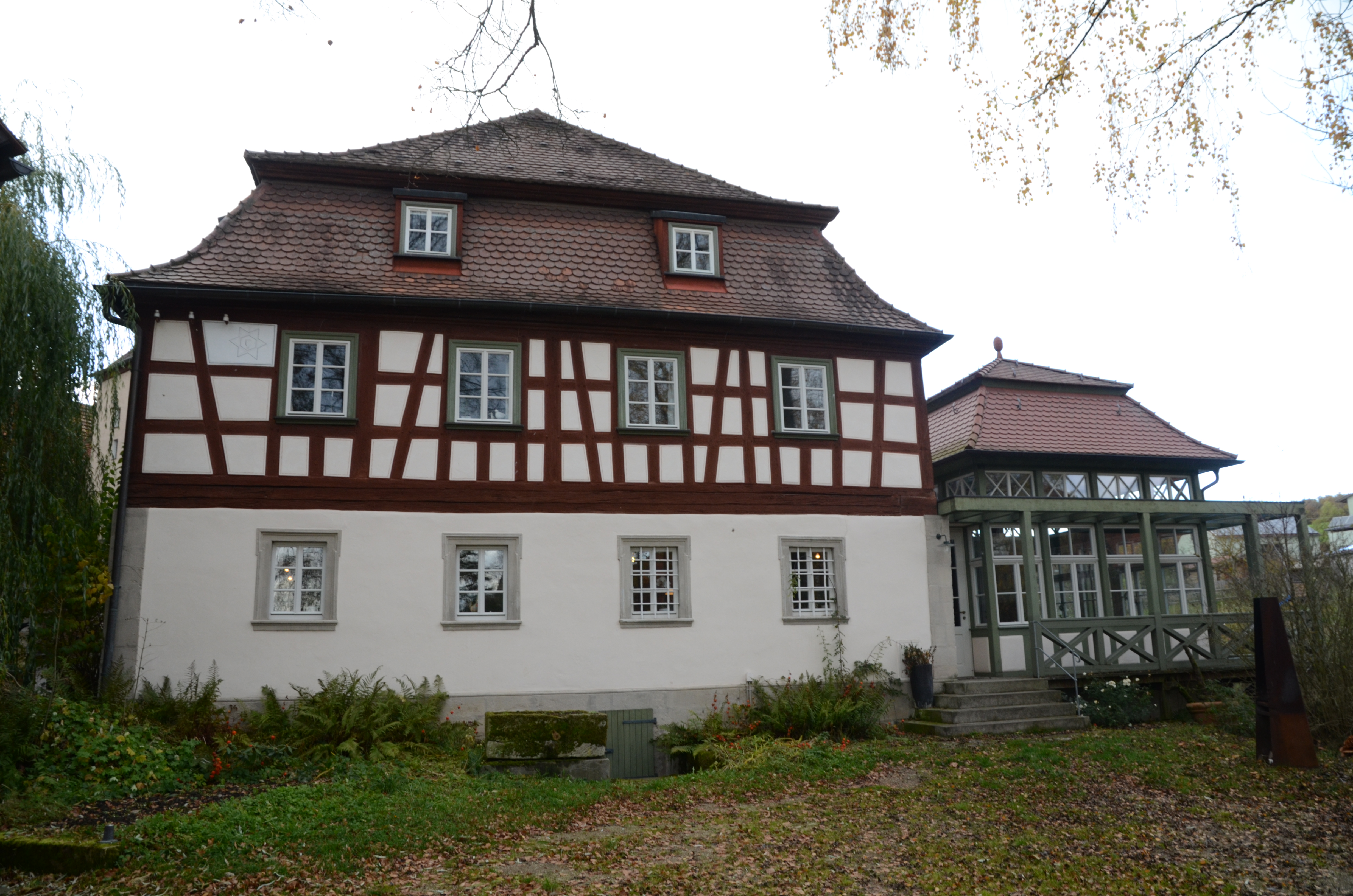
Gasthof Andres

Das Hauptgebäude des Gasthofes Andres hat ein zweigeschossiges Mansardwalmdach und nach Osten ein Fachwerkobergeschoss. Es ist mit „1757“ bezeichnet und gehörte zu einem Gutshof, dessen Besitzer 1839 die Konzession für eine Brauerei mit Gastwirtschaft erhielt. Die historische Gaststube wurde um 1920 neu ausgestattet, die Stuckdecken sind bauzeitlich.
In der Bayerischen Denkmalliste sind insgesamt fünf Baudenkmäler in Pettstadt aufgeführt.